# Paratetracnemoidea
Paratetracnemoidea is een geslacht van vliesvleugeligen uit de familie Encyrtidae. De wetenschappelijke naam van dit geslacht is voor het eerst geldig gepubliceerd in 1915 door Girault.

## Soorten
Het geslacht Paratetracnemoidea omvat de volgende soorten:
- Paratetracnemoidea americana Gordh, 1985
- Paratetracnemoidea breviventris Girault, 1915
- Paratetracnemoidea cornis Prinsloo, 1986
- Paratetracnemoidea insulana Hayat & Singh, 2002
- Paratetracnemoidea malenotti (Mercet, 1918)